# Lauren Wenger
Lauren Ashley Wenger, nach Heirat Lauren Ashley Trapani, (* 11. März 1984 in Anaheim, Kalifornien) ist eine ehemalige Wasserballspielerin aus den Vereinigten Staaten. Sie gewann bei Olympischen Spielen eine Gold- und eine Silbermedaille. Je zweimal erhielt sie Gold bei Weltmeisterschaften und bei Panamerikanischen Spielen.

## Sportliche Karriere
Wenger spielte während ihres Studiums an der University of Southern California für die USC Trojans, mit denen sie 2006 die College-Meisterschaft der Vereinigten Staaten gewann. Nach ihrem Studium war sie als Profi in Europa und spielte in Griechenland und in Italien.
Ab 2005 spielte die 1,91 m große  Wenger in der Wasserballnationalmannschaft. Bei der Weltmeisterschaft 2005 in Montreal erreichte die Mannschaft aus den Vereinigten Staaten das Finale und unterlag dann den Ungarinnen mit 7:10 nach Verlängerung. Zwei Jahre später bei der Weltmeisterschaft in Melbourne trafen im Finale das US-Team und die Australierinnen aufeinander, die Amerikanerinnen siegten mit 6:5. Im Juli 2007 fanden in Rio de Janeiro die Panamerikanischen Spiele statt. Das US-Team gewann das Finale gegen die Kanadierinnen mit 6:4. 2008 fand das dritte olympische Wasserballturnier in Peking statt. Mit einem 9:8-Sieg über Australien im Halbfinale erreichte das US-Team das Endspiel gegen die Niederländerinnen, die Amerikanerinnen unterlagen mit 8:9. Lauren Wenger erzielte ein Tor im Vorrundenspiel gegen die Chinesinnen.
2009 in Rom gewann Lauren Wenger mit dem US-Team ihren zweiten Weltmeistertitel durch einen 7:6-Finalsieg über Kanada. Wenger erzielte im Finale einen Treffer. Zwei Jahre später belegte die Mannschaft aus den Vereinigten Staaten den sechsten Platz bei der Weltmeisterschaft in Shanghai. Bei den Panamerikanischen Spielen 2011 in Guadalajara stand es am Ende 8:8 zwischen dem US-Team und den Kanadierinnen. Erst im Penaltyschießen siegte das US-Team. 2012 bei den Olympischen Spielen in London gewannen die Amerikanerinnen im Viertelfinale mit 9:6 gegen die Italienerinnen. Im Halbfinale folgte gegen die Australierinnen ein 11:9 nach Verlängerung und im Finale siegte das US-Team mit 8:5 gegen die Spanierinnen. Lauren Wenger warf in ihrem letzten großen Turnier noch einmal zwei Tore, beide im Halbfinale.